# Cacatua-de-goffin
A cacatua-de-goffin (nome científico:Cacatua goffiniana) ou também cacatua-de-tanimbar  é uma espécie de cacatua nativa das florestas da ilha de Yandema, no arquipélago das Ilhas Tanimbar. As espécies foram levadas às Ilhas Kai, Indonésia e Porto Rico.[carece de fontes?]
A espécie só foi formalmente descrita em 2004, depois da sua descoberta já que as primeiras descrições formais feitas pertenciam a outra espécie de cacatua, a cacatua-de-salomão. As cacatuas-de-goffin são as menores cacatuas brancas que existem. A espécie está quase ameaçada devido o desmatamento e o comércio de animais. A espécie cresce bem em cativeiro e há uma grande população criada dessa maneira.[carece de fontes?]

## Descrição

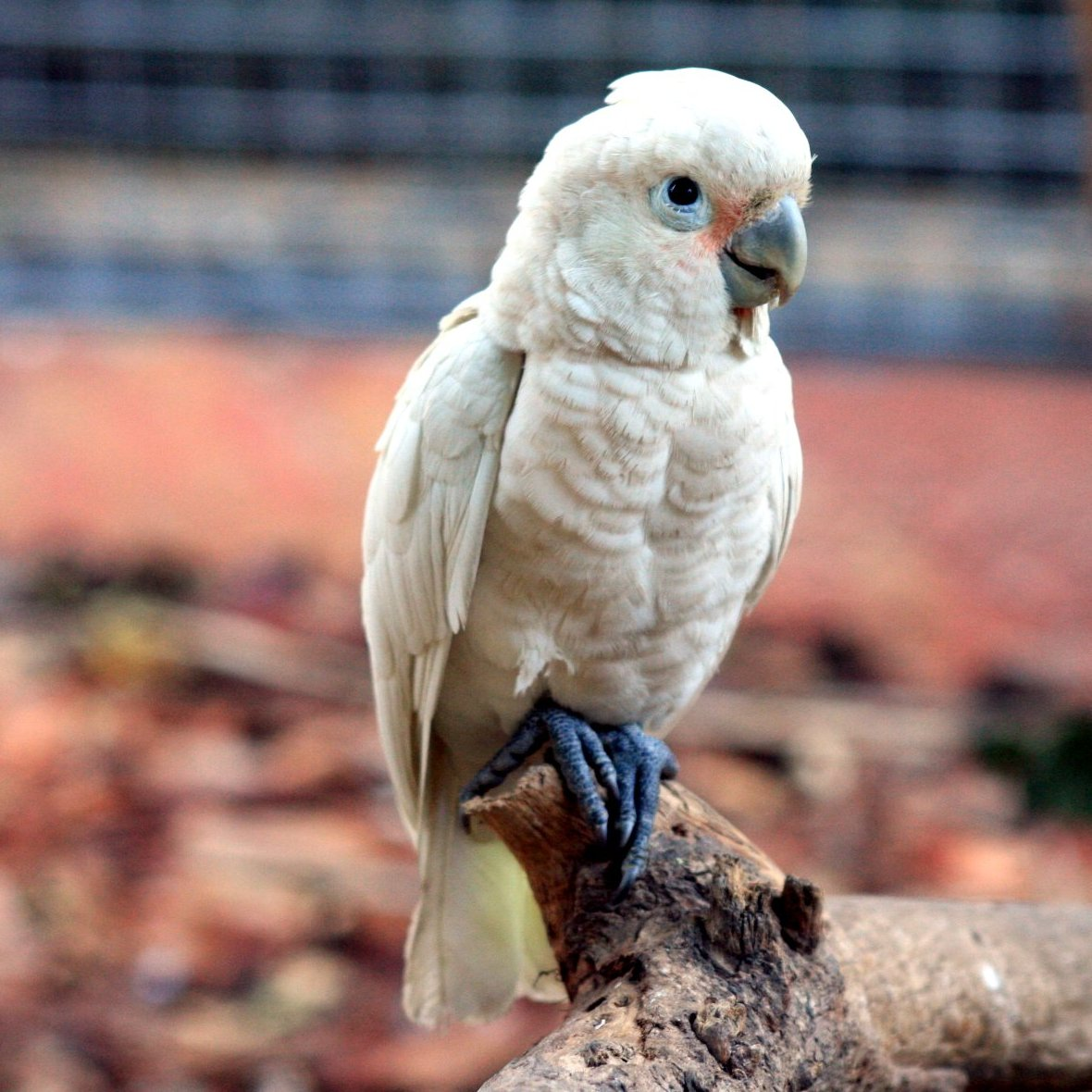
Em um aviário

As cacatuas-de-goffin pesam em média 250 gramas para as fêmeas e 300 gramas para os machos, e têm em média 31 cm da cabeça à cauda.
Como todos os membros da família Cacatuidae, as cacatuas-de-goffin têm crista, e o seu corpo é principalmente coberto por penas brancas, com penas rosas, entre os bicos e os olhos. As penas da parte mais baixa da crista são de uma cor meio salmão, mas essa cor fica parcialmente escondida pela parte de cima que tem uma cor densamente branca.
A parte de baixo de suas asas e cauda exibe um tingemento amarelado. O bico é cinza e a cor dos olhos vai do castanho ao preto. Ambos os sexos são similares e elas são frequentemente confudidas com a cacatua consaguinea devido à sua similaridade.
O tempo máximo de vida em cativeiro registrado das cacatuas-de-goffin foi de 18,3 anos, tempo de vida esse que pode ser considerado curto se se tiver em conta a longevidade das outras espécies de cacatuas existentes.
Em 2012, pesquisadores das universidades de Viena e Oxford registraram um exemplar originário da Indonésia criando suas próprias ferramentas para obter alimento. No evento, a cacatua usou um graveto retirado por ela própria de seu cativeiro para alcançar uma noz. Segundo Alex Kacelnik, um dos responsáveis pela pesquisa, tal registro era, até então, inédito.

## Conservação

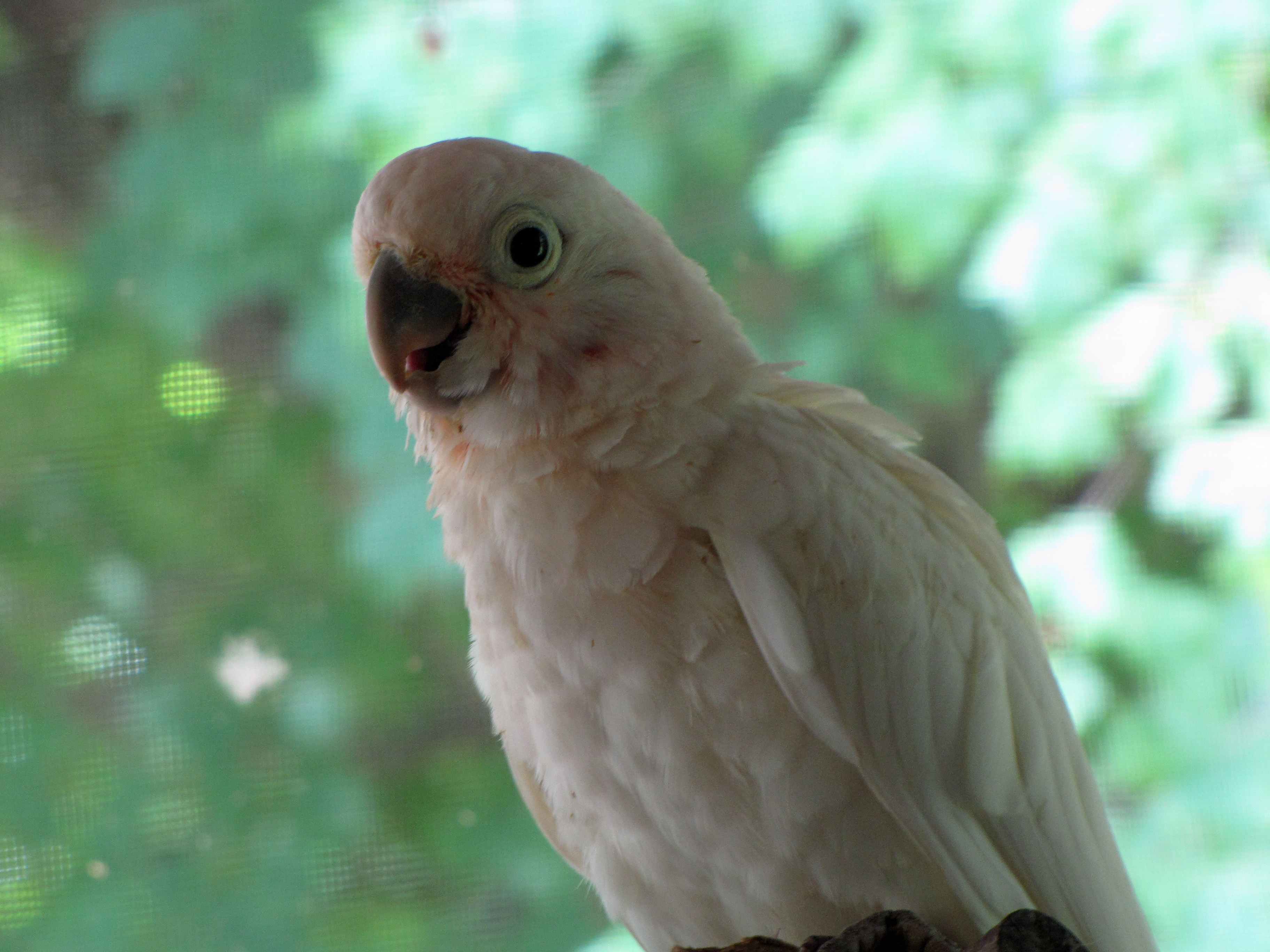
Cacatua jovem

Devido à perda de habitat nas Ilhas Tanimbar e à caça ilegal, as cacatuas-de-goffin são avaliadas como Quase Ameaçadas na Lista Vermelha da IUCN de espécies ameaçadas.